# Villematier
Villematier (okzitanisch Vilamatièr) ist eine französische Gemeinde im Département Haute-Garonne in der Region Okzitanien. Sie gehört zum Arrondissement Toulouse und zum Kanton Villemur-sur-Tarn. Die 1.116 Einwohner (Stand: 1. Januar 2022) werden Villematiérains genannt.

## Geographie
Villematier liegt etwa 18 Kilometer nordnordöstlich von Toulouse am Fluss Tarn, der die Gemeinde im Süden begrenzt. Umgeben wird Villematier von den Nachbargemeinden Villemur-sur-Tarn im Norden und Westen, Bondigoux im Osten, La Magdelaine-sur-Tarn im Südosten, Vacquiers im Süden sowie Villeneuve-lès-Bouloc im Südwesten.

## Geschichte
Bis 1907 gehörte die Gemeinde zu Villemur-sur-Tarn.

## Bevölkerungsentwicklung
| Jahr                       | 1962 | 1968 | 1975 | 1982 | 1990 | 1999 | 2008 | 2017 |
| Einwohner                  | 557  | 652  | 714  | 827  | 828  | 861  | 920  | 1053 |
| Quellen: Cassini und INSEE |      |      |      |      |      |      |      |      |

## Sehenswürdigkeiten
- Kirche Petri Ketten (Saint-Pierre-ès-Liens)

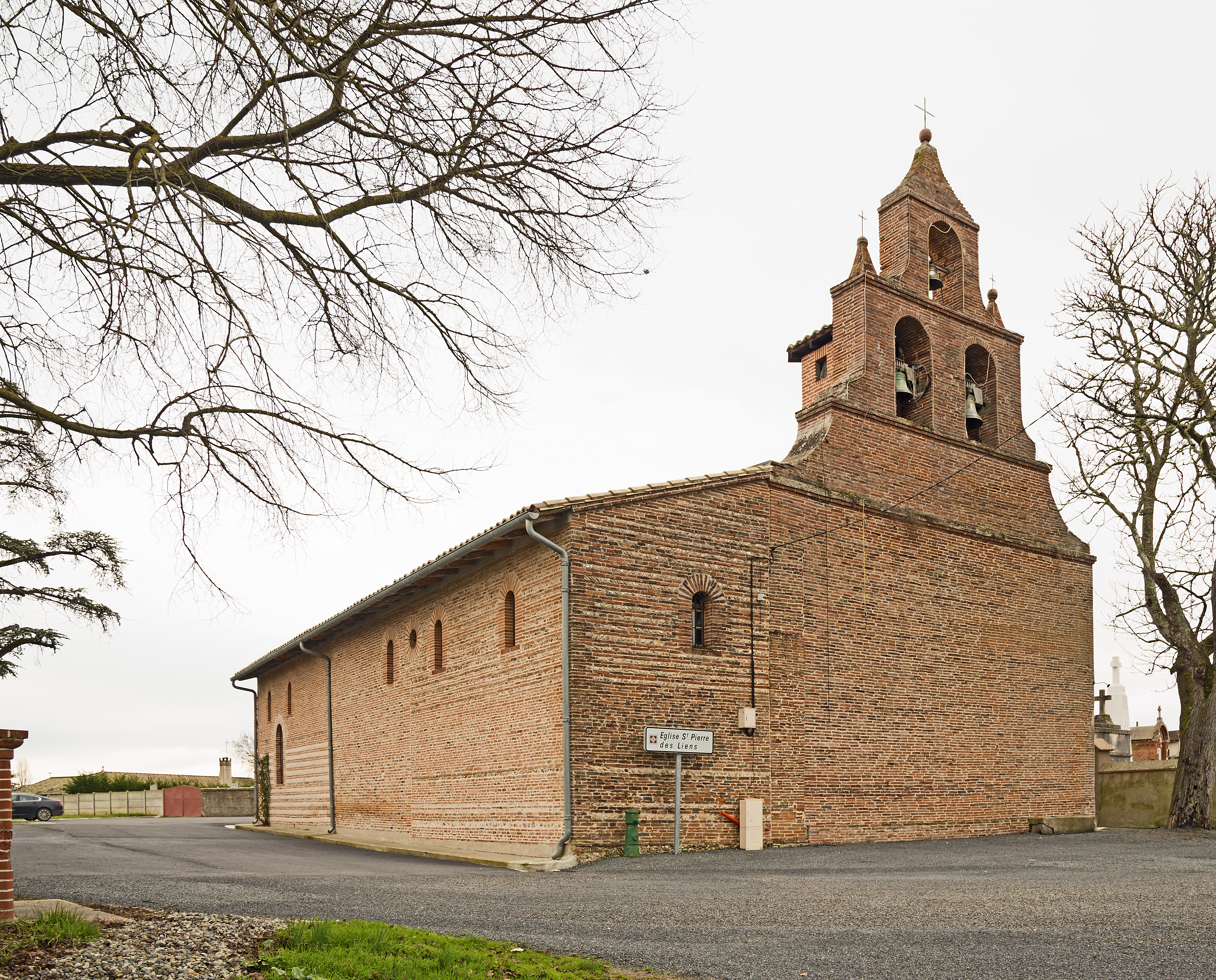
Kirche Saint-Pierre-ès-Liens